# عين جرفا
عين حرفا هي إحدى القرى اللبنانية من قرى قضاء حاصبيا في محافظة النبطية. لا يتجاوز عدد سكانها الثلاثة آلاف نسمة بلدة ترتفع عن سطح البحر حوالي 900 متر وتبعد عن بيروت حوالي 110 كلم سكانها من الدروز وتتبعها مزرعة السلامية قرب بلدة الماري . قريبة من معبد البياضة الشريف.